# Roter Veltliner
Der Rote Veltliner ist eine alte Weißweinsorte, die hohe Ansprüche an die Lage stellt. Er ist sehr empfindlich gegen Pilzkrankheiten, Winter- und Frühjahrsfrost. Die Sorte ist überaus ertragsreich (Massenträger). Wird keine Ertragsregulierung durchgeführt, so geraten die Weine dünn und ausdruckslos. Bei entsprechender weingärtnerischer Pflege und Vinifizierung ist der Rote Veltliner hingegen eine Rarität.

## Herkunft

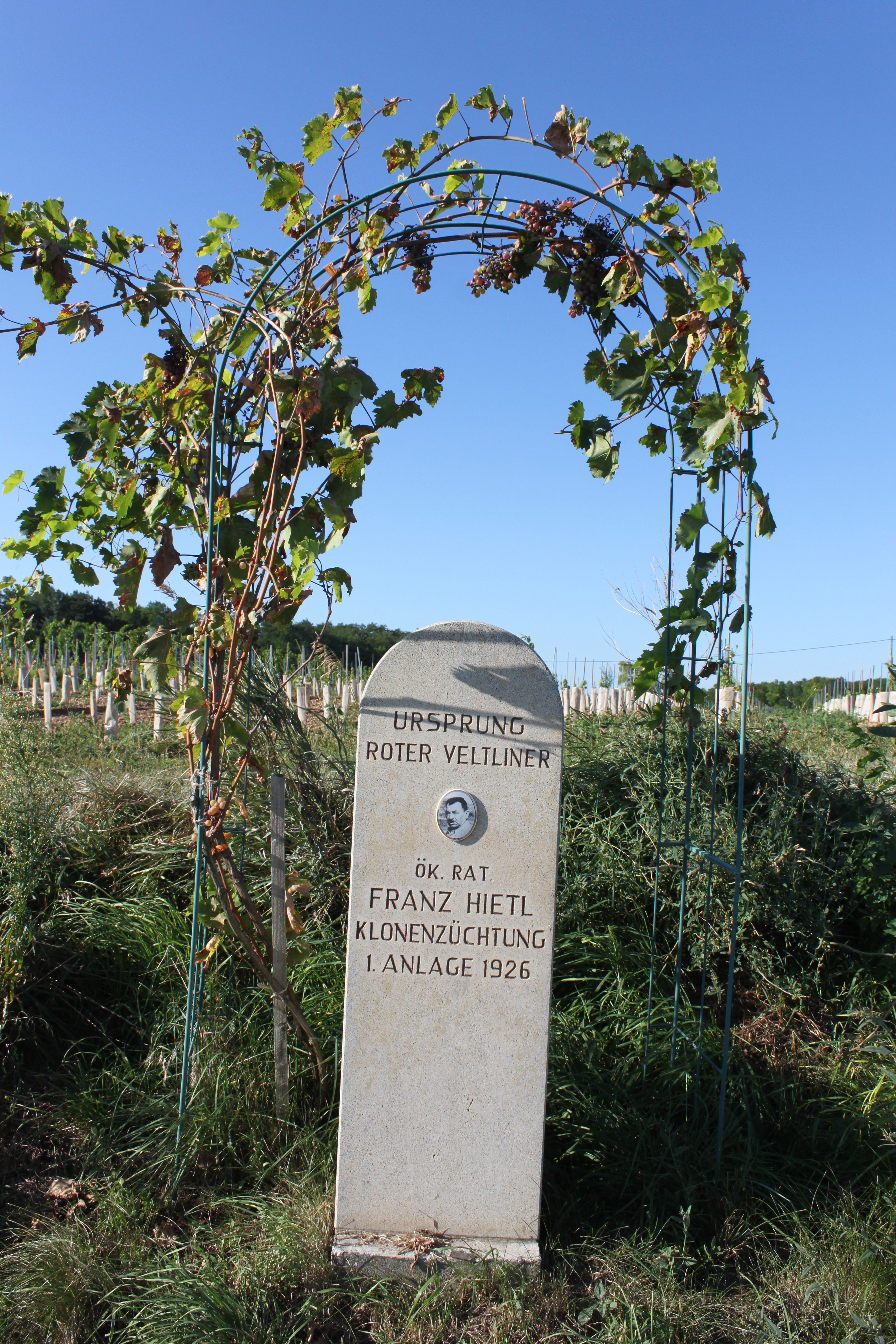
Gedenkstein am Ursprung des Roten Veltliners in Engabrunn

Ob der Rote Veltliner aus Österreich oder Italien stammt, ist bislang ungeklärt. Die in Italien untersuchten ähnlich aussehenden Rebsorten (Valtelin) haben keinen genetischen Bezug zum Roten Veltliner in Österreich, sodass Österreich als Ursprungsland angenommen werden kann.
Die früher als „Roter Muscateller“ bezeichnete Rebsorte war eine der bedeutendsten in Mitteleuropa. Ihr Verbreitungsgebiet war im Spätmittelalter bzw. der frühen Neuzeit wesentlich größer als heute: Im Raum Wien, in der Untersteiermark (heutiges Slowenien), entlang der Donau bis nach Württemberg, im Rheinland, in Sachsen, Schlesien und im schweizerischen Raum. Ob sie sogar die Alpen überschritt und auch im Veltlin (italienisch Valtellina) verbreitet war, kann nicht ganz ausgeschlossen werden. Der Rote Veltliner gedeiht vor allem auf Löss Böden hervorragend; daher war und ist er auf diesen Böden gehäuft anzutreffen.
Ursprünglich wurde der Name Veltliner für die Tochterrebsorte Roter Zierfandler, die ihn häufig begleitete, verwendet und erstmals etwa um 1600 von Johann Bauhin in seiner Historia plantarum festgehalten. Bauhin bezeichnete den Roten Zierfandler in Württemberg und im Süddeutschen Raum als Vites Rhaeticas bzw. Veltliner. Später übertrug sich der Name Veltliner auf den heutigen Roten Veltliner, der im Württembergischen Raum zuvor als „Roter Muscateller“ und im Rheinland als (Großer) „Roter Traminer“ bezeichnet wurde. Langfristig setzte sich in Deutschland jedoch der Name Veltliner durch. Erst im 19. Jahrhundert erhielt auch in Österreich der Rote Veltliner seinen Namen durch Johann Burger (Agronom). Er nannte ihn Herera valtellina und hielt fest, dass der Name Muscateller nicht mehr passend sei, da er nicht zur eigentlichen Muscateller-Gruppe gehöre. Später übertrug sich der Name Veltliner auch auf den Grünen Veltliner. Der Name Traminer wurde erst später auf die uralte Rebsorte Traminer, auch Savagnin genannt, übertragen. 
Roter Veltliner war in Österreich und in Deutschland nicht nur eine wichtige Weinsorte, sondern auch eine der beliebtesten Tafeltrauben. Große Mengen wurden auf den Obstmärkten in den Großstädten verkauft. Dies dürfte ihm den Namen Muscateller eingebracht haben. Aufgrund seiner angenehmen fleischigen Textur und fleischähnlichen Beerenfarbe wurde der Rote Veltliner auch Fleischtraube genannt.
Im Jahre 1916 entdeckte der Weinhauer Franz Hietl (1898–1980) in Engabrunn, dass trotz des schlechten Blühwetters ein Rebstock – entgegen allen anderen der verschiedensten Veltliner-Varianten – einen Traubenbehang hatte. Er begann daraufhin die langwierige Arbeit der Rebselektion, suchte Kontakt mit der österreichischen Rebenzüchtung in Klosterneuburg und konnte so mit wissenschaftlicher Unterstützung die Klonenzüchtung beginnen. Die Sorte Roter Veltliner wurde daher auch als „Hietl-Roter“ verbreitet.

## Abstammung und Verwandtschaft
Die Abstammung der Sorte ist ungeklärt. Bekannt ist aber, dass der Rote Veltliner die Stammsorte der Veltliner-Gruppe ist. Er kommt in zahlreichen Spielarten vor (Weißroter, Brauner Veltliner, Silberweißer Veltliner, Gelbling). Die Sorte war natürlicher Kreuzungspartner bei den Sorten Neuburger, Zierfandler und Rotgipfler.
Der Rote Veltliner ist nicht mit dem Grünen Veltliner verwandt.

## Ampelografische Merkmale

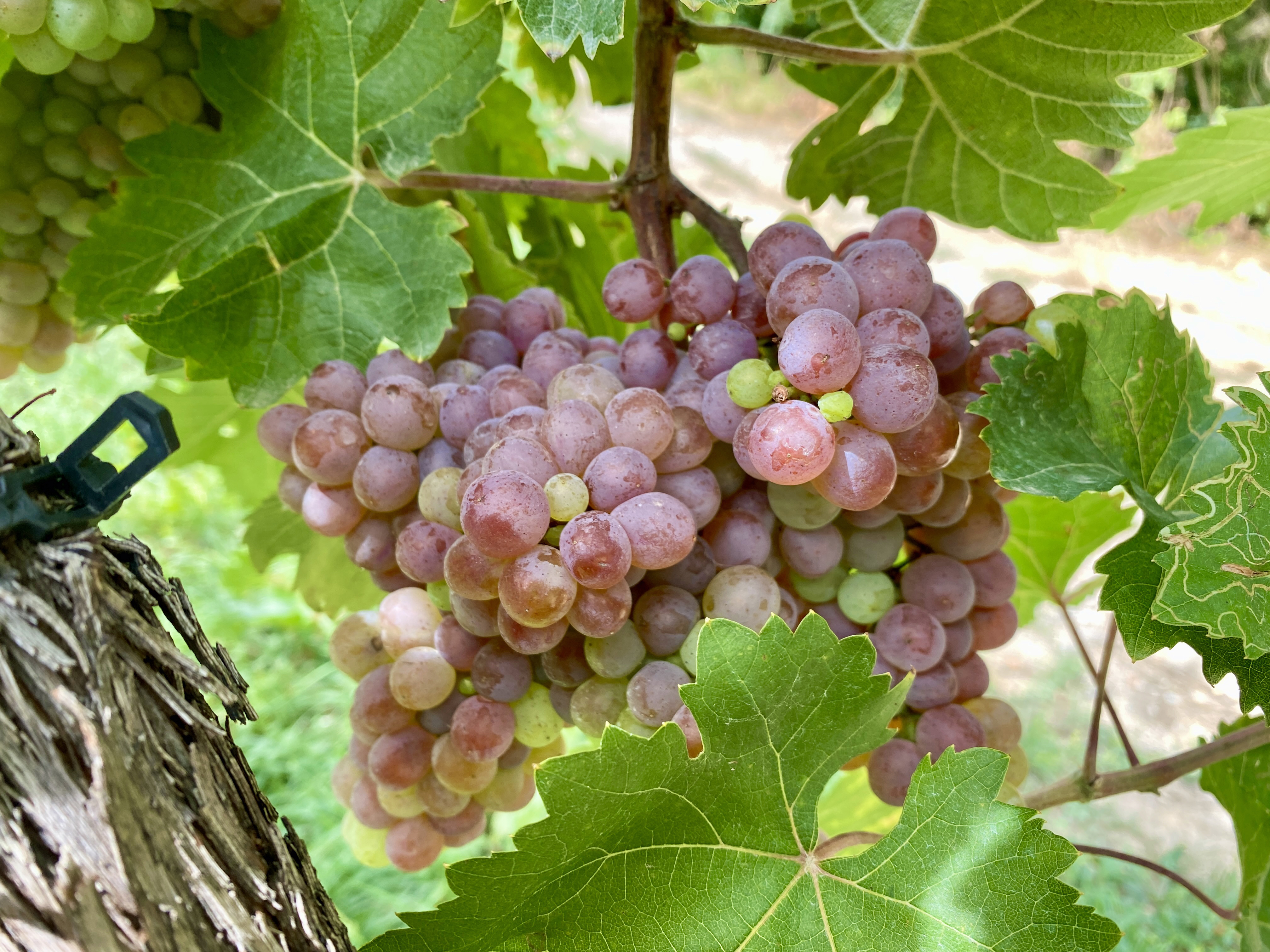
Roter Veltliner an der Rebe

Die Triebspitze ist weißwollig behaart mit rötlichem Anflug. Das Blatt ist groß, fünflappig und tief gebuchtet. Die Hauptnerven auf der Blattoberseite sind bis zur ersten Adernverzweigung rot gefärbt. Die Blattspreite ist nicht gewaffelt und schwach blasig. Stielbucht offen mit V- oder klammerförmiger Basis und nicht von Nerven begrenzt. Blattunterseite mitteldicht behaart. Die Traube groß, geschultert und sehr dichtbeerig. Beeren sind grüngelb bis fleischrot gefärbt und besitzen eine dicke Beerenhaut. Das Fruchtfleisch ist ungefärbt und hat einen neutralen Geschmack. Die Beeren reifen sehr ungleich. Die Beerenfarbe ist stark von der Sonneneinstrahlung abhängig.
Der Triebwuchs ist stark.
Reife: spät – Mitte Oktober

## Ertrag
Der Ertrag ist hoch bis sehr hoch, aber wegen der hohen Blüte-, Winter- und Spätfrost und Botrytisanfälligkeit jedoch sehr unsicher.

## Ansprüche
Die Sorte benötigt frühe und warme Lagen. Am besten eignen sich fruchtbare Lehm- und Lössböden. Tiefe Lagen sind wegen der hohen Winterfrostempfindlichkeit ungeeignet.
Im Vergleich zum Grünen Veltliner (chloroseanfällig) verträgt der Rote Veltliner ton- und kalkreiche Böden besser (chlorosefester).

## Eigenschaften
Die Sorte hat einige sehr ungünstige Eigenschaften. Diese sind auch ein Grund, dass sich die Sorte nicht weiterverbreitet.
Der Rote Veltliner ist sehr blüte-, winterfrost- und spätfrostempfindlich. Die Trauben sind sehr anfällig für Botrytis (dichte Trauben), Peronospora und Roten Brenner. Der Triebwuchs ist sehr stark. Diese Eigenschaft kann sich auf einen sehr wüchsigen Standort ungünstig auswirken – schlechte Holzreife und damit erhöhte Winterfrostgefährdung.

## Wein
Die Sorte ist ein Massenträger und liefert meist extrem hohe Erträge mit entsprechend geringeren Weinqualitäten (dünn, ausdruckslos). Nur in geeigneten Lagen und bei entsprechender Ertragsregulierung können extraktreiche Weine mit feiner Blume und guter Haltbarkeit gewonnen werden. In der Jugend sind die Weine würzig, später mandelartig. Diese sind gut lagerfähig und mit kräftiger Säure ausgestattet.

## Verbreitung
Gemessen an der Gesamtweinbaufläche Österreichs, ist sein Anteil mit 197 ha (Stand 2015) gering. Zu finden ist die Sorte vor allem am Wagram, im Kamptal und im Kremstal, vereinzelt auch im Weinviertel und in Wien.
In Ungarn gab es 2010 noch 5 ha. In Tschechien und der Slowakei wurden 2010 keine Flächenangaben mehr gemacht.

## Synonyme
Synonyme 171: Ariavina, Ariavina Maennliche, Bakor, Belo Ocka, Belo Oka, Buzyn, Cerveny Muskatel, Crvena Veltliner, Crvena Valtelinka, Csúcsos Bakor, Debela Ariavina, Dreimaenner, Erdezha, Erdezha Shopatna, Erdezka Rabolina, Fedleiner, Feldleiner, Feldleiner Rothlichter, Feldliner, Feldlinger, Feltliner, Fleisch Roter Velteliner, Fleisch Roter Waelteliner, Fleisch Traminer, Fleischroter Traminer, Fleischrother Velteliner, Fleischrother Veltliner, Fleischtraminer, Fleischtraube, Fleischtraube Rot, Fleischtraube Auswendiges, Fleischweiner, Grosbrauner Velteliner, Grossbrauner, Grosse Fleischtraube, Grosser Fleischtraube, Grosser Roter Veltliner, Grosser Rother Vaelteliner, Grosser Rother Veltliner, Grosser Traminer, Grosser Vaelteliner, Grosser Velteliner, Grosswiener, Herera Rhaetica, Herera Valtellina, Hohmann 6/11/96, Kecskecsecs, Krdeca, Maennliche Ariavina, Männliche, Maucnjk, Mavcnik, Mavenick, Mavenik, Mittelgrosser Roter Veltliner, Moseavina, Moslavina, Muscateller, Muskatel Cerveny, Nagy Veltliner, Nagysagos, Nyulsoeloe, Nyulszoeloe, Piros Veltliner, Pirosveltelin, Pirosveltelini, Rabolina, Raifler, Raisin de Saint Valentin, Ranfler, Ranfolica, Ranfolina, Ranfoliza, Raufler, Raufolica, Rebalina, Rebolina, Red Veltliner, Reifler, Rhaetica, Riegersburger Rothkoepfel, Riegersburger Rothtoepfel, Riesling Roter, Rivola Tchervena, Rossera, Rossola, Rote Fleisch Traube, Auswendiges Fleischtraube, Auswendiges Fleischtrauble, Auswendiges Veltliner, Roter, Roter Muskateller, Roter Vaelteliner, Roter Velteliner, Roter Veltliner, Roter Veltliner, Rotgipfler, Rothe Shopatna, Rothe Shopotna, Rothe Velteliner, Rother Fleischtraube, Rother Muscateller, Rother Raifler, Rother Riesling, Rother Vaelteliner, Rother Velteliner, Rother Veltliner, Rother Zierfahnler, Rothgipfler, Rothlichter, Rothreifler, Rotmehlweisser, Rotmuskateller, Rotreifler, Rudeca, Ryvola Cervená, Ryvola Crvena, Saint Valentin Rose, Saint Valentinrose, Shopatna, Shopotna, Somsoeloe, Spaete Ranfoliza, St. Valentin, Tarant Cerveny, Tarant Rot, Todtraeger Rotreifler, Traminer, Uva Di Saint Valentini, Uva di Saint Valentino, Vaelteliner, Vaelteliner Roter, Vaelteliner Roth, Vaeltliner, Valentin, Valentin Rouge, Valtelin Rouge, Valteliner, Valteliner Red, Valteliner Rosso, Valteliner Rouge, Valteliner Tardif, Veltelin Piros, Veltelin Rosso, Velteline Rouge, Velteliner, Velteliner Rose, Velteliner Rosso, Velteliner Roter, Velteliner Rother, Velteliner Rouge, Veltliner Piros, Veltlinac Crveni, Veltliner, Veltliner Mittelgrosser Roter, Veltliner Rosse Bianco, Veltliner Rosso, Veltliner Rot Weiss, Veltliner Roth, Veltliner Rother, Veltliner Rouge, Veltlini Piros, Veltlínské Cervene, Veltlinski Rozovii, Veltlinskii Rozovii, Veltlinsky Rosovy, Vernyeges Veltliner, Verrnyeges Veltliner, Weisser Raifler, Weissholzige Ribula Maucnjk, Ziegelroth.